# Пантано (Фођа)
Пантано (итал. Pantano) је насеље у Италији у округу Фођа, региону Апулија.
Према процени из 2011. у насељу је живело 658 становника. Насеље се налази на надморској висини од 71 м.